# Zhijiang (Huaihua)

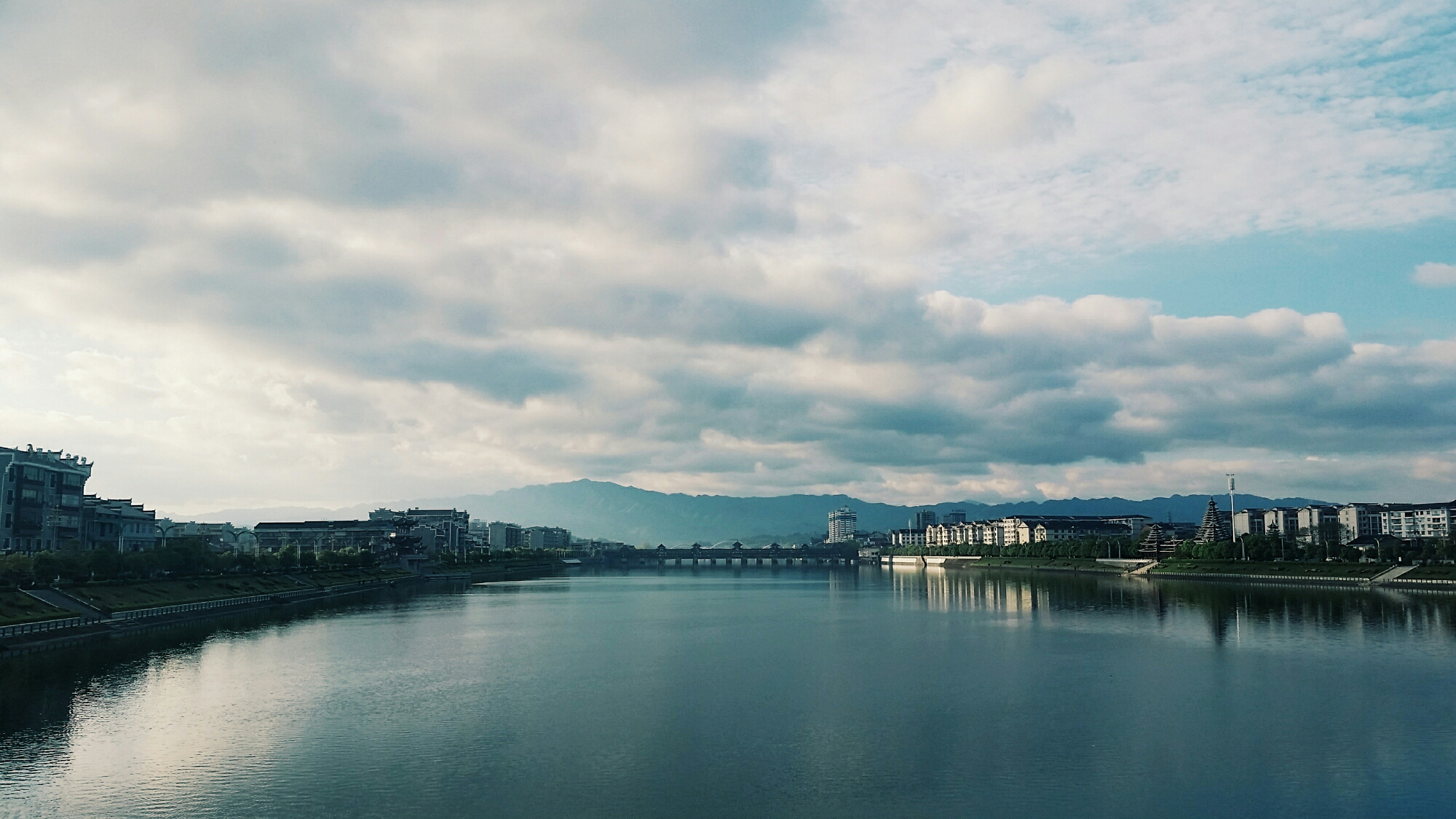
Die Wind-Regen-Brücke im Kreis Zhijiang, Hunan, China.

Der Autonome Kreis Zhijiang der Dong (芷江侗族自治县; Pinyin: Zhǐjiāng Dòngzú Zìzhìxiàn) ist ein autonomer Kreis der Dong in der bezirksfreien Stadt Huaihua der chinesischen Provinz Hunan. Er hat eine Fläche von 2.096 km² und zählt 307.661 Einwohner (Volkszählung 2020). Sein Hauptort ist die Großgemeinde Zhijiang (芷江镇).